# ペチャパイ (曲)
『ペチャパイ』は、ブリーフ&トランクスの楽曲。2000年4月21日にDAIPRO-Xより8作目のシングルとして発売された。

## 概要
表題曲『ペチャパイ』は女子プロレスラー・阿部幸江と「アベちゃん with ブリトラ」名義で1999年12月16日に『貧乳』（DAIPRO-X）として発表された楽曲のセルフカバー。サビ以外の歌詞は大幅に書き換えられている。
CDジャケットは細根誠によるブリトラ2人の似顔絵。

## 収録曲
1. ペチャパイ
作詞：伊藤多賀之、マリモラッコ
作曲：伊藤多賀之
本シングル表題曲。歌詞の内容は阿部幸江の体験談などをもとにしている[1]。PVにはだいたひかるが出演している。
2019年9月にフジテレビNEXT『しおこうじ玉井詩織×坂崎幸之助のお台場フォーク村』出演の際には百田夏菜子へ送る歌という演出のもとに楽曲を披露。視聴者から批判を受けた[2]。ただし前述のように本来は女性視点の経験談を基に制作された楽曲である。
2. さなだ虫2000
作詞：アフブリリスナー
作曲：伊藤多賀之
ブリトラのデビュー曲、「さなだ虫」の歌詞を変えたバージョン。歌詞はラジオ番組「アフタヌーン・ブリーズ」で募集したもの。また、この曲のアレンジが変わった「さなだ虫2000スーパー」という曲が、アルバム「ブリトラの反乱」に収録されている。
3. 星占い
作詞：細根誠、マリモラッコ
作曲：細根誠

## 他の収録CD
※カバーについては、「カバー」の節を参照

### ペチャパイ
- ブリトラの反乱
- BURITORA GOLDEN BEST
- ブリトラBESTバイブルII〜ひとりでこっそり聴いた方がいい曲集〜 - 20周年バージョン収録

### さなだ虫2000
- ブリトラの反乱(再販売盤)[註 1]
- ブリトラの反乱 - アレンジが変わったバージョンの「さなだ虫2000スーパー」収録

### 星占い
- ボクらのエキス(再販売盤)[註 1]

## カバー

### 「ペチャパイ」
- りこ。（Zero-Shaft） - アルバム「Dramatic.」に収録[3]。